# Salvament esportiu
El salvament esportiu, també conegut com a salvament i socorrisme va néixer a Austràlia. Es descriu com un esport lúdic i variat però també com una activitat cívica que pot ser practicada per tothom i a qualsevol edat. Els qui practiquen aquest esport esdevenen autònoms i responsables en el medi aquàtic. Els practicants sabran nedar, salvar-se i salvar els altres.
Dins de l'esport, hi han dos tipus de competició amb proves diferenciades: les competicions de piscina i les d'espais oberts (platges principalment).
Aquestes especialitats s'inspiren en el salvament costaner professional i la voluntat de « salvar millor i més ràpid ». Tanmateix, algunes proves s'han allunyat en la pràctica del salvament real.
L'equipament utilitzat durant les competicions és regulat segons les normes de la Federació Internacional de Salvament (ILS). Les federacions nacionals són afiliades a la ILSE (International Life Saving Federation of Europe) i la federació mundial ILS (International Life Saving Federation).
A Catalunya, aquest esport és representat per la Federació Catalana de Salvament i Socorrisme, al País Valencià per la Federació de Salvament i Socorrisme de la Comunitat Valenciana (FSSCV) i a Espanya per la Real Federación Española de Salvamento y Socorrismo. També té representació internacional International Lifesaving Society.
Es realitzen campionats a escala local, regional, nacional, europea i mundial, en proves de piscina i platja. Les proves esportives mundials i europees són proposades per comissions esportives mundials i europees. França ha reprès algunes d'aquestes proves de vegades modificant-ne certs punts.

## Proves de piscina
Les principals proves que es desenvolupen en les competicions de piscina són:
- 50 metres arrossegament: el nadador fa 25 metres crol, s'enfonsa per agafar el maniquí que està ple d'aigua i tombat , i fa 25 metres arrossegant el maniquí.
- 100 metres arrossegament: el nadador du aletes. Fa 50 metres crol, s'enfonsa per agafar el maniquí que està ple d'aigua i tombat, i fa 50 metres arrossegant el maniquí.
- 100 metres socorrista: el nadador du aletes i el tub de salvament. Fa 50 metres crol i a l'aplegar a la paret hi haurà un company aguantant el maniquí (el qual està omplit d'aigua fins un poc més de la meitat, de tal forma que sura), una volta el nadador toque la paret, el company amollarà el maniquí i el nadador haurà d'enganxar-li el tub de salvament. Una volta assegurat i sense passar les banderes, farà 50 metres crol arrossegant el maniquí amb el tub de salvament.
- 200 metres obstacles: es posa una taca a 12'5 metres (la meitat de la piscina en cas que siga de 25 metres de longitud). El nadador ha de passar per baix de la tanca per traspassar-la.
- 100 metres combinada: el nadador fa 50 metres crol i després 20 metres buceig fins eixir a la superfícia amb el maniquí (que està ple d'aigua i tombat al fons de la piscina), els 30 metres restants els ha de fer arrossegant el maniquí.
- 200 metres supersocorrista: el nadador fa 50 metres crol. Després 20 metres buceig fins eixir amb un maniquí ple d'aigua que es troba tombat al fons. Després nada 30 metres d'arrosegament. Deixa el maniquí i dins de l'aigua es posa les aletes i el tub de salvament. Fa 50 metres crol i enganxa un maniquí mig ple d'aigua al tub de salvament. Finalment, nada 50 metres amb el maniquí enganxat en el tub de salvament.
- Corda: Hi ha dos nadadors. Un fora de la piscina amb una corda, i un a dins a 12'5 metres del límit i agafant-se tota l'estona d'una tanca o corda que marca la meitat. La prova comença amb els dos nadadors agafant la corda d'un extrem. Quan es dona el tret d'eixida, el nadador de dins l'aigua solta la corda i el de fora ha d'arreplegar-la. Una volta arreplegada ha de llançar-la perquè l'altre nadador l'agafe. Una volta la corda aconsegueix arribar fins al nadador de dins l'aigua, aquest s'agafa a la corda amb les dos mans poden moure les cames tant com puga, alhora que el nadador de fora arrossega de la corda per ajudar a treure al nadador de dins fora de l'aigua.

## Competicions

### Internacionals
- Jocs Mundials
- Campionat del món d'esports de salvament
- Arena Rescue

### Nacionals
- Campionat de França de salvament esportiu
- Campionat francès de salvament esportiu UNSS
- Jocs del Quebec (2014)